# Pierre Dunion
Pierre Dunion (1827-1888) est un sculpteur belge.
Il est l'auteur, avec Édouard Fiers, de la fontaine de Brouckère érigée en 1866 Porte de Namur à Bruxelles en hommage à l'ancien bourgmestre Charles de Brouckère.

## Sources
- Michel Hainaut & Philippe Bovy, À la découverte de l'histoire d'Ixelles : Porte de Namur. Ixelles, avril 2000, 16 p.